# Rebel·lió de Shimabara
La rebel·lió de Shimabara (島原の乱, Shimabara no ran) va ser un aixecament armat de camperols japonesos, principalment cristians, en el període Edo. Va ser una de les poques revoltes importants durant el relativament pacífic shogunat Tokugawa.

## La rebel·lió
Els habitants descontents i els ronin van començar a tenir reunions secretes i planejar la revolta, que va esclatar a la tardor de 1637, quan el daikan (recol·lector oficial d'impostos) va ser assassinat. Al mateix temps, altres es van revoltar a les illes Amakusa. Amakusa Shirō, un carismàtic noi de catorze anys, va ser escollit com el líder del moviment.
Els rebels van assetjar els castells dels clans Teresawa i Fondo però, abans que els castells caiguessin, arribaren exèrcits dels dominis veïns de Kyūshū, obligant-los a retirar-se. Les forces rebels van creuar el Mar Ariake i van assetjar per un breu temps el castell Shimabara de Matsukura Katsuie però van ser repel·lits novament. En aquest punt les rebels es van reunir al castell Hara que havia estat desmantellat anteriorment. Van construir palissades utilitzant la fusta dels ponts en els que havien creuat, a més que es van armar fortament amb les armes, municions i provisions que van saquejar dels magatzems del clan Matsukura.